# Кохання в Римі
«Кохання в Римі» (італ. Un amore a Roma) — італійсько-французько-західнонімецький чорно-білий художній фільм-драма 1960 року режисера Діно Різі, заснований на однойменному романі Ерколе Патті 1956 року.

## Сюжет
Молодий римський письменник — граф Марчелло Ченні (Пітер Болдвін) легко знайомиться з жінками, але не бажає втратити свободу внаслідок одруження. Після розриву з Фульвією (Ельза Мартінеллі), яка закохана в нього, він випадково зустрічає Анну Падоан (Мілен Демонжо) — акторку кіно та театру та несподівано для себе закохується в неї. Марчелло ревнивий, схильний до підозрілості, а Анна ліниво аморальна, чутлива лише до якоїсь розбещеної цікавості, що штовхає її від однієї пригоди до іншої …

## Ролі виконують
- Мілен Демонжо — Анна Падоан
- Пітер Болдвін[en] — Марчелло Ченні
- Ельза Мартінеллі — Фульвія
- Марія Перші — Елеонора Куртатоні
- Умберто Орсіні[it] — Пепіно Барлачі
- Вітторіо де Сіка — режисер
- Фанфулля(інші мови) — Морено, актор-комік

## Навколо фільму
- Фільмування відбувалося на Капрі, в Римі та його околицях.